# Apatosaur
Apatosaur, poznatiji pod starim nazivom Brontosaur, (gušter-grom) je rod dinosaura iz doba jure.
Dugo je bio najveći poznati dinosaur. Bio je trom. Dužina mu je iznosila od 20 do 25 metara, a težina 30 tona. Hodao je na četiri noge. Stopala su mu završavala pandžama. Dugačak vrat omogućavao mu je jedenje lišća s najviših grana.
Kad bi išao u dubinu vode, glava mu je ostajala iznad površine. Dnevno je jeo 300 kilograma bilja. Kosti su mu nalažene u stijenama Sjeverne Amerike.